# Königsberger Express
Der Königsberger Express ist eine deutschsprachige Monatszeitung, die in Kaliningrad/Russland erscheint. Sie erscheint in gedruckter Form und erschien auch bis 2024 als Onlineausgabe. Die Zeitung berichtet über die politische und wirtschaftliche Entwicklung des Oblast Kaliningrad.

## Geschichte
Der Königsberger Express wird seit Mai 1993 in Kaliningrad von russischen Journalisten herausgegeben. Trotz ihres deutschen Namens geht dieser Titel nicht auf eine frühere Zeitung in Königsberg in Ostpreußen vor dem Zweiten Weltkrieg zurück, anders als bei ähnlichen Neugründungen der 90er Jahre etwa in Sankt Petersburg.
Herausgeber ist Igor Sarembo (1948–2021), verantwortliche Redakteurin Elena Lebedewa. Ursprünglich als Publikation für Vertriebene und deren Nachkommen gedacht, änderte die Zeitung bereits in den ersten Jahren ihres Bestehens ihr Anliegen und wurde zu einer informativ-analytischen Publikation, deren Hauptaufgabe folgendermaßen formuliert werden kann: umfassend und vollständig über das Kaliningrader Gebiet als Sonderwirtschaftszone sowie über seine soziale und politische Entwicklung zu informieren. Informationsquellen sind zu zwei Dritteln regionale russischsprachige Zeitungen der Region und russische Nachrichtenagenturen und zu einem Drittel eigene Beiträge der Redaktion.
Nach der russischen Invasion der Ukraine 2022 geriet die Zeitung in Folge eines Rückgangs deutschsprachiger Besucher und Geschäftsleute in eine wirtschaftlich schlechte Lage. Es gibt auch Berichte über politischen Druck auf die Zeitung in Folge kritischer Artikel zur russischen Regierungspolitik und sie wird vom russischen Inlandsgeheimdienst FSB überwacht. Anfang 2023 musste sie ihr Redaktionsbüro in der Innenstadt von Kaliningrad schließen, die Homepage der Zeitung ging im April 2024 offline. Die gedruckte Ausgabe erscheint jedoch weiterhin. Nach Ansicht des Erfurter Sprachwissenschaftlers Professor Csaba Földes unterscheidet sich die Zeitung von russischsprachigen Medien in der Region auch nach dem Kriegsausbruch durch einen geringeren verkrampften Konformismus, auch wenn sie nun zwangsläufig linientreu schreibt.

## Erscheinungsweise und Leserkreis
Die gedruckte Ausgabe wird von dem deutschen Verlag Rautenberg Media KG in Troisdorf herausgegeben. Die Auflage beträgt 3.000 Stück, Leser sind deutsche Touristen in Kaliningrad, an der Region interessierte Deutsche, in der Region lebende Auslandsdeutsche und russische Deutschlernende.
Der Leserkreis ist im weitesten Sinne deutschsprachig: ca. 2.000 Abonnenten in Deutschland und etwa 1.000 in Russland. Es sind deutsche Touristen und Geschäftsleute, Germanistik-Studenten, Teilnehmer verschiedener Deutschkurse, Mitglieder deutscher Kulturgesellschaften, sowie alle, die sich für die deutsche Sprache und Kultur interessieren und in der Zeitung eine Informationsbrücke zwischen der russischen Exklave und Westeuropa sehen.
Die Erweiterung des Themenkreises und der Problematik zog eine neue Leserschaft an. Heute sind unter den Abonnenten verschiedene europäische öffentlich-politische und wirtschaftliche Organisationen, Ministerien und Behörden, wissenschaftliche Forschungsinstitute, Bibliotheken und Archive. In den 2000er Jahren wird die verkaufte Auflage je nach Saison auch mit 5.000 bis 7.000 Exemplare angegeben, wegen des deutschen Tourismus in der Stadt.
Der „Königsberger Express“ ist eine unabhängige Zeitung und finanziert sich dementsprechend aus Werbeeinnahmen, dem Erlös aus dem freien Verkauf sowie den Abonnements.

## Auszeichnungen
- Gerd-Bucerius Förderpreis der Zeit-Stiftung (2000)